# Aziz Fahmy
Aziz Fahmy (in arabo عزيز فهمي‎?; 1914) è stato un calciatore egiziano, di ruolo portiere.

## Carriera
Partecipò al Mondiale del 1934 con la Nazionale egiziana.